# Crimen de autor
Crimen de autor (Roman de gare en francés), estrenada así en México y Rep. Dominicana y con su título original en España y resto de Hispanoamérica, es una película francesa del 2007 dirigida por Claude Lelouch, quien aparece en los créditos con el seudónimo Hervé Picard. Narra las peripecias de una novelista, de su escritor fantasma y de una joven cuando un encuentro casual en la carretera entre estos dos últimos termina por romper el delicado equilibrio de sus vidas. El actor Dominique Pinon realizó un trabajo notable en este su primer papel protagónico. El título original es una expresión popular que significa "novela basura que se lee en un tren o en una estación de tren", similar al equivalente inglés beach book.

## Argumento
Una escritora que acaba de publicar un best-seller está siendo interrogada por la policía acerca de un asesinato. La historia viaja abruptamente en el tiempo hacia la escena en la que una joven es abandonada por su violento compañero de viaje en un punto casi solitario. Un hombre que allí aparece se ofrece amablemente a darle un aventón. 
Después, comienzan a presentarse personajes con identidades misteriosas: un violador-asesino que ha huido de la cárcel puede ser también el mismo hombre que presume de sus habilidades con los trucos mágicos. Otro hombre ha abandonado a su familia. Y un tercero es el ayudante de una escritora. ¿Cuál de estos tres corresponde al desconocido que ayuda a la mujer abandonada en la carretera?
Él resulta particularmente sospechoso cuando comienza a dictar, a una grabadora en secreto, la historia de una mujer que se halla en peligro. El hombre y la mujer viajan desde el punto donde ella fue abandonada en la carretera hasta casa de sus padres, donde también vive su hija. (La mujer vive en París y su ocupación verdadera no queda clara.) El hombre, que estableció repentinamente una cercana relación con la hija, desaparece después durante varias horas...
Al final, los cabos se van atando y el público termina por identificar a cada uno de los tres personajes misteriosos, lo mismo que el papel que juega la escritora.

## Acogida
La película se estrenó en los Estados Unidos en abril del 2008 con críticas positivas, y ganó un 87 por ciento de los votos por parte de los usuarios del sitio web rottentomatoes.